# Spiroketalamine

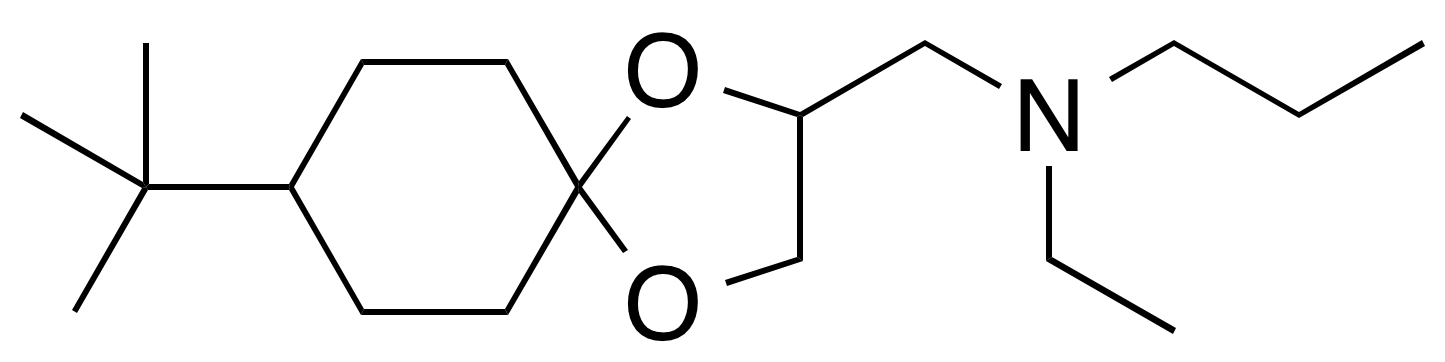
Structuurformule van spiroxamine, een spiroketalamine

Een spiroketalamine is een amine waarvan de structuurformule gekenmerkt wordt door een vijfring met twee zuurstofatomen (of één zuurstof- en één zwavelatoom) en een zesring. Ze kunnen worden toegepast als fungicide; een voorbeeld is spiroxamine, dat in 1997 door Bayer op de markt werd gebracht. Het zijn systemische fungiciden die op de biosynthese van sterolen inwerken.

## Referentie
- "Aminomethylheterocyclen", Duits octrooi nr. DE 3735555 van 15 september 1988 op naam van Bayer AG.